# Klifbrekkufossar
Klifbrekkufossar – wodospad we wschodniej Islandii na potoku Fjarðará, który uchodzi do fiordu Mjóifjörður. Opada w postaci kilkustopniowej kaskady o łącznej wysokości 91 m lub 90 m. Należy do najwyższych wodospadów na wyspie. W pobliżu znajduje się inny wysoki wodospad Prestagilsfoss.
Można do niego dotrzeć drogą nr 953, odchodzącą od głównej drogi krajowej nr 1 w okolicach Egilsstaðir.